# Тинли Парк (Илиноис)
Тинли Парк (енгл. Tinley Park) град је у америчкој савезној држави Илиноис.

## Демографија
По попису из 2010. године број становника је 56.703, што је 8.302 (17,2%) становника више него 2000. године.
| Група             | 2000.          | 2010.          |
| Белци             | 43.787 (90,5%) | 47.858 (84,4%) |
| Афроамериканци    | 931 (1,9%)     | 2.085 (3,7%)   |
| Азијати           | 1.153 (2,4%)   | 2.208 (3,9%)   |
| Хиспаноамериканци | 1.998 (4,1%)   | 3.898 (6,9%)   |
| Укупно            | 48.401         | 56.703         |